# (1990) Pilcher
(1990) Pilcher ist ein Asteroid des Hauptgürtels, der am 9. März 1956 von dem deutschen Astronomen Karl Wilhelm Reinmuth an der Landessternwarte Heidelberg-Königstuhl der Universität Heidelberg entdeckt wurde.
Benannt ist der Asteroid nach dem US-amerikanischen Astronomen Frederick Pilcher.